# 20843 Kuotzuhao
20843 Kuotzuhao este un asteroid din centura principală de asteroizi.

## Descriere
20843 Kuotzuhao este un asteroid din centura principală de asteroizi. A fost descoperit pe 24 octombrie 2000 la Socorro, New Mexico, în cadrul proiectului LINEAR. Asteroidul prezintă o orbită caracterizată de o semiaxă mare de 2,39 ua, o excentricitate de 0,15 și o înclinație de 2,0° în raport cu ecliptica.